# Кампанари (Верона)
Кампанари је насеље у Италији у округу Верона, региону Венето.
Према процени из 2011. у насељу је живело 63 становника. Насеље се налази на надморској висини од 140 м.